# Ле-Тій-Риберпре
Ле-Тій-Риберпре́ (фр. Le Thil-Riberpré) — муніципалітет у Франції, у регіоні Нормандія, департамент Приморська Сена. Населення — 236 осіб (01.01.2021).
Муніципалітет розташований на відстані близько 105 км на північний захід від Парижа, 45 км на північний схід від Руана.

## Історія
До 2015 року муніципалітет перебував у складі регіону Верхня Нормандія. Від 1 січня 2016 року належить до нового об'єднаного регіону Нормандія.

## Демографія
Динаміка населення (INSEE ):
Розподіл населення за віком та статтю (2006):
| Стать | Всього | До 15 років | 15-24 | 25-44 | 45-64 | 65-85 | Понад 85 |
| --- | ------ | ----------- | ----- | ----- | ----- | ----- | -------- |
| Чоловіки | 120    | 34          | 12    | 38    | 28    | 8     | 0        |
| Жінки | 70     | 4           | 8     | 21    | 17    | 12    | 8        |
| \| Статево-вікова піраміда \| Статево-вікова піраміда \| Статево-вікова піраміда \| \| ----------------------- \| ----------------------- \| ----------------------- \| \| Чоловіки \| Вік \| Жінки \| \| 0 \| 85 + \| 8 \| \| 0 \| 80-84 \| 0 \| \| 0 \| 75-79 \| 0 \| \| 4 \| 70-74 \| 8 \| \| 4 \| 65-69 \| 4 \| \| 8 \| 60-64 \| 0 \| \| 8 \| 55-59 \| 4 \| \| 8 \| 50-54 \| 13 \| \| 4 \| 45-49 \| 0 \| \| 4 \| 40-44 \| 0 \| \| 13 \| 35-39 \| 0 \| \| 13 \| 30-34 \| 17 \| \| 8 \| 25-29 \| 4 \| \| 4 \| 20-24 \| 4 \| \| 8 \| 15-20 \| 4 \| \| 4 \| 10-14 \| 0 \| \| 17 \| 5-9 \| 0 \| \| 13 \| 0-4 \| 4 \| |        |             |       |       |       |       |          |
| Статево-вікова піраміда |        |             |       |       |       |       |          |
| Чоловіки | Вік    | Жінки       |       |       |       |       |          |
| 0 | 85 +   | 8           |       |       |       |       |          |
| 0 | 80-84  | 0           |       |       |       |       |          |
| 0 | 75-79  | 0           |       |       |       |       |          |
| 4 | 70-74  | 8           |       |       |       |       |          |
| 4 | 65-69  | 4           |       |       |       |       |          |
| 8 | 60-64  | 0           |       |       |       |       |          |
| 8 | 55-59  | 4           |       |       |       |       |          |
| 8 | 50-54  | 13          |       |       |       |       |          |
| 4 | 45-49  | 0           |       |       |       |       |          |
| 4 | 40-44  | 0           |       |       |       |       |          |
| 13 | 35-39  | 0           |       |       |       |       |          |
| 13 | 30-34  | 17          |       |       |       |       |          |
| 8 | 25-29  | 4           |       |       |       |       |          |
| 4 | 20-24  | 4           |       |       |       |       |          |
| 8 | 15-20  | 4           |       |       |       |       |          |
| 4 | 10-14  | 0           |       |       |       |       |          |
| 17 | 5-9    | 0           |       |       |       |       |          |
| 13 | 0-4    | 4           |       |       |       |       |          |

## Економіка
2010 року серед 151 особи працездатного віку (15—64 років) 110 були активними, 41 — неактивною (показник активності 72,8%, у 1999 році було 70,7%). З 110 активних мешканців працювало 96 осіб (55 чоловіків та 41 жінка), безробітними було 14 (7 чоловіків та 7 жінок). Серед 41 неактивної 11 осіб було учнями чи студентами, 18 — пенсіонерами, 12 були неактивними з інших причин.

У 2010 році в муніципалітеті числилось 90 оподаткованих домогосподарств, у яких проживали 237,0 особи, медіана доходів виносила 16 864 євро на одного особоспоживача

## Пам'ятки
- Церква Нотр-Дам, що збудована ще у тринадцятому столітті.
- Залишки мурів колишнього замку.